# Peter Storey
Peter Edwin Storey (nascido em 7 de setembro de 1945) é um criminoso condenado e ex-jogador de futebol. Ele jogava como zagueiro ou, mais comumente, como um meio-campista defensivo.
Tornou-se profissional no Arsenal em setembro de 1962, e se tornou um titular regular depois de fazer sua estréia em outubro de 1965. Ele passou 15 anos no clube, vencendo a Taça das Cidades com Feiras em 1970, a Primeira Divisão em 1970-71, e a Taça de Inglaterra, em 1971. Ele se transferiu para o Fulham em Março de 1977, antes de anunciar sua aposentadoria oito meses mais tarde. Ele também jogou 19 jogos pela Seleção Inglesa.
Depois de se aposentar do futebol, ele foi condenado por vários crimes, incluindo a manutenção de um bordel, e foi preso por três anos. Ele foi casado quatro vezes e tem três filhos e uma filha; ele reside atualmente no sul da França com a sua quarta mulher.

## Carreira

### Início
Storey nasceu em 7 de setembro de 1945 em Farnham, Surrey. Quando criança, ele começou a torcer pelo Arsenal. Ele logo atraiu a atenção do Arsenal com suas performances e impressionou o suficiente para representar a Seleção Inglesa sub-16.

### Arsenal
Storey assinou um contrato profissional com o Arsenal em 1962 e passou a temporada 1962-1963 jogando pela terceira equipe do Arsenal na Liga Metropolitana. Um acúmulo de jogadores fez com que Storey tivesse pouca chance de jogar pela equipe reserva.
Ele fez sua estréia profissional em 30 de outubro de 1965, em uma derrota por 3 a 1 para o Leicester City em Filbert Street. Ele manteve seu lugar na equipe e passou a jogar todos os 29 jogos restantes, embora a temporada se mostrasse ruim para os "Gunners", já que o técnico Billy Wright foi demitido. O Arsenal terminou em 14º lugar na temporada 1965-66, apenas quatro pontos acima da zona de rebaixamento, e foi eliminado da Taça de Inglaterra na Terceira Rodada depois de uma derrota por 3-0 para o Blackburn Rovers.
Storey rapidamente se tornou conhecido como um jogador duro no início da temporada 1966-67, quando lesionou o ala Mike Summerbee do Manchester City. Ele foi avisado pelo novo técnico, Bertie Mee, para não ser expulso depois que Storey se envolveu em uma briga durante uma vitória da FA Cup sobre o Gillingham. A equipe melhorou sob a liderança de Mee e terminou a temporada em sétimo lugar. Storey jogou 34 jogos no campeonato e marcou seu primeiro gol profissional em 22 de abril de 1967, em um empate em 1-1 com o Nottingham Forest em Highbury.
Bob McNab se estabeleceu como lateral-esquerdo na temporada 1967-68 e Storey foi transferido para a lateral-direita. Ele foi expulso pela primeira vez em sua carreira em uma derrota de 1 a 0 para o Burnley no Turf Moor em dezembro de 1967. O Arsenal terminou a temporada em nono lugar, mas enfrentou o Leeds United na final da Copa da Liga em Wembley. O Leeds venceu o jogo através de um voleio de Terry Cooper aos 20 minutos.
O Arsenal alcançou o quarto lugar na temporada 1968-69 e enfrentou o Swindon Town da Terceira Divisão na final da Copa da Liga. O Swindon venceu a partida por 3-1 e foi campeão.
A sua posição na Primeira Divisão da temporada 1968-69, significou que o Arsenal se classificou para a Taça das Cidades com Feiras na temporada 1969-70.  Eles eliminaram o  Glentoran (Irlanda do Norte), Sporting (Portugal), Rouen (França), a FCM Bacau (Roménia) e Ajax (Holanda), para chegar à final contra o Anderlecht. O Anderlecht venceu por 3 a 1 no Constant Vanden Stock. O Arsenal virou a eliminatória com uma vitória em casa por 3-0 e conquistou o primeiro troféu do clube em 17 anos.
A disputa pelo título da Primeira Divisão foi disputada em grande parte entre Arsenal e Leeds. Os "Gunners" conquistaram nove vitórias consecutivas entre 2 de março e 20 de abril e terminaram com 65 pontos.

O Arsenal conquistou o título no último jogo da temporada com uma vitória por 1-0 sobre o Spurs em White Hart Lane, apesar de Storey ter perdido os dois últimos jogos da temporada, devido a uma lesão nos ligamentos em seu tornozelo. Eles garantiram a dobradinha depois de vencerem a FA Cup ganhando na final do Liverpool.

"Com o tempo, fiquei imensamente orgulhoso do que o Arsenal conseguiu na temporada 1970-71, desafiando constantemente as probabilidades. Os poderes de recuperação durante 90 minutos, e às vezes além, eram imensos ".

— Storey em sua autobiografia.
Ele ajudou o Arsenal a começar de forma sólida em defesa de seu título na temporada 1971-72. Em dezembro, Mee gastou £220,000 no meio-campista do Everton, Alan Ball. No ano novo, Storey e vários outros jogadores do Arsenal enfrentaram a diretoria do clube depois de saber que Ball recebia £250 por semana - mais que o dobro do resto do time. Storey retornou ao time principal para um confronto na FA Cup com o Derby County em 26 de fevereiro, quando Eddie Kelly estava lesionado.
No mês seguinte, o Arsenal perdeu três jogos consecutivos no campeonato, o que acabou com as chances de ganhar o título. Storey estava fora da equipe enquanto o Arsenal avançava para as quartas-de-final da Liga dos Campeões e se mostrou incapaz de impedir que o Ajax de Johan Cruyff por 3-1. O Arsenal chegou à final da FA Cup de 1972 contra o Leeds United e perdeu por 1-0.
Storey não conseguiu uma medalha de vencedor na temporada 1972-73, quando o Arsenal terminou em segundo no campeonato - três pontos atrás do Liverpool - e perdeu por 2 a 1 para o Sunderland nas semifinais da FA Cup. O Arsenal venceu em Anfield em fevereiro, mas perdeu pontos no final da temporada e terminou a temporada com uma derrota por 6 a 1 para o Leeds.
O Arsenal começou mal a temporada 1973-74 e foi eliminado da Taça da Liga pelo Tranmere Rovers da Terceira Divisão, eles também foram eliminados da Copa da Inglaterra pelo Aston Villa da Segunda Divisão. Eles terminaram a liga em décimo lugar, 20 pontos atrás do campeão Leeds. O declínio continuou na temporada 1974-75, que terminou com o Arsenal terminando quatro pontos acima da zona de rebaixamento. Storey estava limitado à equipe de reserva durante a temporada 1975-76, mas os ferimentos sofridos por Sammy Nelson e Eddie Kelly forçaram seu retorno ao primeiro time no Natal. No dia 8 de março, Storey foi suspenso pelo clube depois de se recusar a jogar na equipe de reserva.
Mee aposentado no verão de 1976, e seu sucessor foi Terry Neill, que era o capitão do Arsenal quando Storey fez sua estréia. Ele retornou ao primeiro time, mas a compra de Alan Hudson em dezembro de 1976 significou o fim da passagem de Storey no Highbury.
Storey jogou seu último jogo pelo Arsenal em 29 de janeiro de 1977, substituindo Malcolm Macdonald na vitória por 3 a 1 sobre o Coventry City pela FA Cup. Ele se recusou a treinar com as reservas e foi novamente suspenso pelo clube antes de aceitar uma transferência para o Fulham em março de 1977.

### Fulham
Quando Storey chegou ao Craven Cottage, o Fulham estava um lugar acima da zona de rebaixamento da Segunda Divisão. Storey jogou 12 partidas no final da temporada 1976-77, ajudando os "Cottagers" a terminarem acima da zona de rebaixamento. Ele participou de cinco jogos da liga e duas copas no início da temporada 1977-78.
Seu último jogo como um profissional foi em uma derrota por 1-0 para o Tottenham Hotspur em White Hart Lane em 10 de setembro.

## Carreira internacional
Storey fez a sua estréia pela Seleção Inglesa sob o comando de Alf Ramsey em 21 de abril de 1971, na vitória por 3 a 0 sobre a Grécia em Wembley. Seus rivais para a posição foram Keith Newton (Everton), Emlyn Hughes (Liverpool), Paulo Reaney (Leeds United), Chris Lawler (Liverpool), e Paul Madeley (Leeds United).
Ele fez seu último jogo em uma derrota por 2-0 para a Itália em Turim , em 14 de junho de 1973.

## Estatísticas
| Temporadas | Clube   | Divisão         | Liga  | Liga | FA Cup | FA Cup | Copa da Liga | Copa da Liga | Europa | Europa | Total | Total |
| Temporadas | Clube   | Divisão         | Jogos | Gols | Jogos  | Gols   | Jogos        | Gols         | Jogos  | Gols   | Jogos | Gols  |
| ---------- | ------- | --------------- | ----- | ---- | ------ | ------ | ------------ | ------------ | ------ | ------ | ----- | ----- |
| 1965–66    | Arsenal | First Division  | 28    | 0    | 1      | 0      | 0            | 0            | 0      | 0      | 0     | 0     |
| 1966–67    | Arsenal | First Division  | 34    | 1    | 4      | 0      | 3            | 0            | 0      | 0      | 41    | 1     |
| 1967–68    | Arsenal | First Division  | 39    | 0    | 5      | 0      | 7            | 0            | 0      | 0      | 51    | 0     |
| 1968–69    | Arsenal | First Division  | 42    | 0    | 4      | 0      | 7            | 0            | 0      | 0      | 53    | 0     |
| 1969–70    | Arsenal | First Division  | 39    | 1    | 2      | 0      | 4            | 0            | 11     | 0      | 56    | 1     |
| 1970–71    | Arsenal | First Division  | 40    | 2    | 9      | 4      | 5            | 0            | 8      | 2      | 62    | 8     |
| 1971–72    | Arsenal | First Division  | 29    | 1    | 7      | 0      | 2            | 0            | 3      | 0      | 41    | 1     |
| 1972–73    | Arsenal | First Division  | 40    | 4    | 7      | 0      | 4            | 2            | 0      | 0      | 51    | 6     |
| 1973–74    | Arsenal | First Division  | 41    | 0    | 3      | 0      | 1            | 0            | 0      | 0      | 45    | 0     |
| 1974–75    | Arsenal | First Division  | 37    | 0    | 7      | 0      | 2            | 0            | 0      | 0      | 46    | 0     |
| 1975–76    | Arsenal | First Division  | 11    | 0    | 1      | 0      | 0            | 0            | 0      | 0      | 12    | 0     |
| 1976–77    | Arsenal | First Division  | 11    | 0    | 1      | 0      | 2            | 0            | 0      | 0      | 14    | 0     |
| Total      | Total   | Total           | 391   | 9    | 51     | 4      | 37           | 2            | 22     | 2      | 501   | 17    |
| 1976–77    | Fulham  | Second Division | 12    | 0    | 0      | 0      | 0            | 0            | 0      | 0      | 12    | 0     |
| 1977–78    | Fulham  | Second Division | 5     | 0    | 2      | 0      | 0            | 0            | 0      | 0      | 7     | 0     |
| Total      | Total   | Total           | 17    | 0    | 2      | 0      | 0            | 0            | 0      | 0      | 19    | 0     |
| Total      | Total   | Total           | 408   | 9    | 53     | 4      | 37           | 2            | 22     | 2      | 520   | 17    |

## Títulos
- Taça das Cidades com Feiras: 1970
- Primeira Divisão: 1970-71
- FA Cup: 1971